# Stella a brillamento

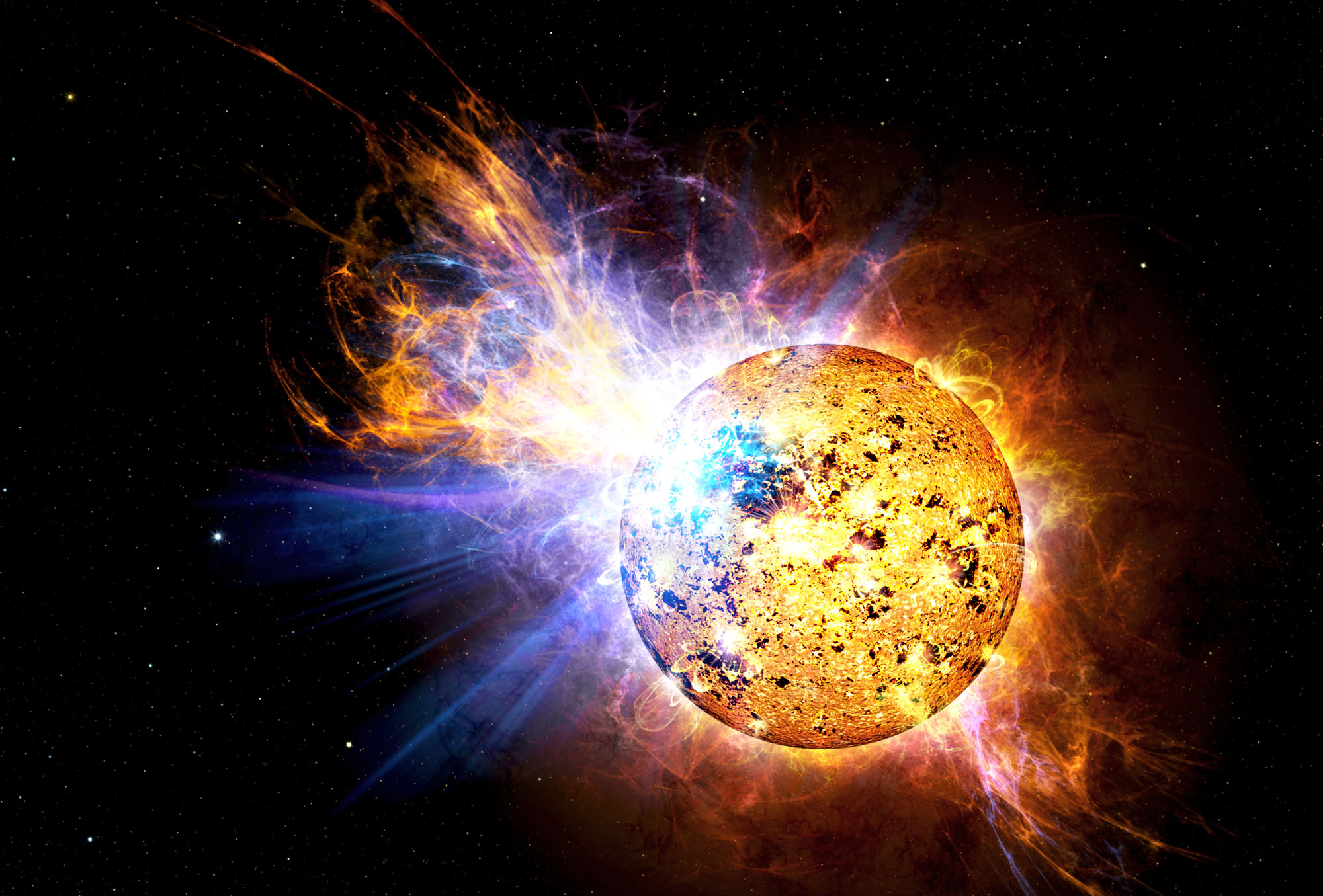
Rappresentazione artistica di EV Lacertae, una stella a brillamento nella costellazione della Lucertola.

Una stella a brillamento (in inglese flare star) è una stella variabile in cui avvengono improvvisi e intensi aumenti di luminosità della durata di pochi minuti o di qualche ora. L'aumento della luminosità è presente in tutto lo spettro di emissione, dai raggi X alle onde radio. Si ritiene che i brillamenti stellari siano analoghi ai brillamenti solari e come questi siano collegati alla riconnessione magnetica nell'atmosfera della stella.

## Scoperta
Le prime stelle a brillamento note, V1396 Cygni e AT Microscopii, furono scoperte nel 1924. La stella più nota di questa classe, UV Ceti, fu scoperta nel 1948, ed oggi le stelle a brillamento sono indicate anche come variabili UV Ceti nei cataloghi di stelle variabili come il General Catalogue of Variable Stars.

## Caratteristiche
Le stelle a brillamento sono generalmente deboli nane rosse, tuttavia recenti ricerche indicano che anche le nane brune, caratterizzate da una massa minore, sono in grado di emettere tali brillamenti. È noto che anche le variabili RS Canum Venaticorum (RS CVn) sono soggette a brillamenti, ma che essi sono provocati dall'interazione con la compagna del sistema binario che provoca un'interconnessione dei campi magnetici stellari.
Sono stati inoltre rilevati brillamenti anche in nove stelle di dimensioni comparabili a quelle solari. Per queste ultime è stato proposto un meccanismo simile a quello delle RS CVn, cioè un brillamento indotto da un ancora sconosciuto compagno, che nel caso particolare sarebbe un pianeta gioviano situato in un'orbita molto vicina.

## Stelle a brillamento vicine

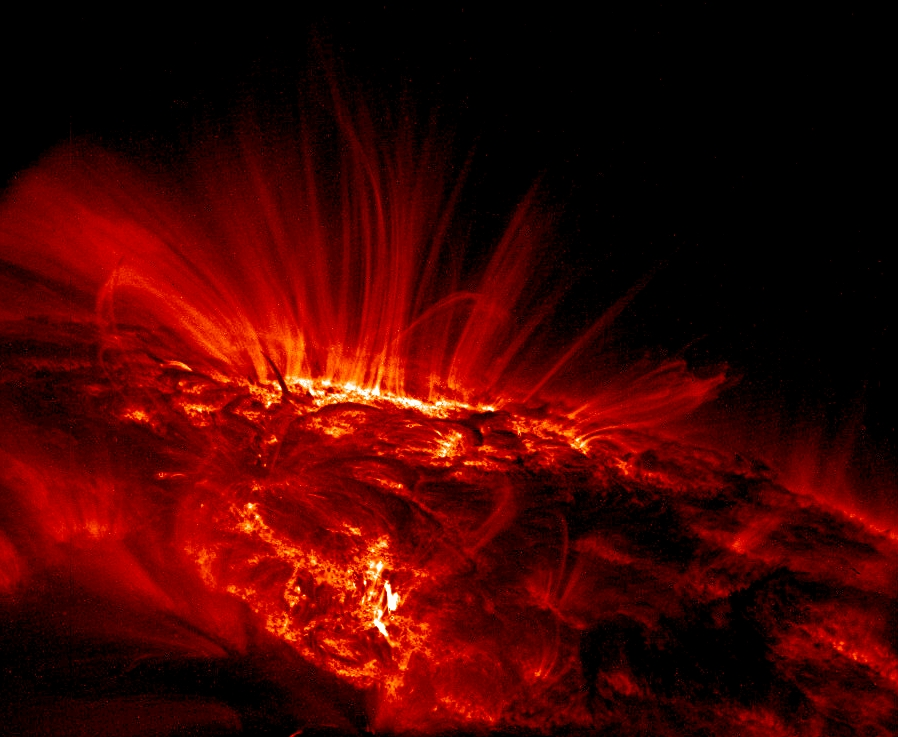
Particolare di una macchia solare ripresa nell'ultravioletto dalla sonda spaziale TRACE.

Le stelle a brillamento sono intrinsecamente deboli, ma osservazioni recenti hanno rilevato la loro presenza fino 1000 al dalla Terra.

### Proxima Centauri
Il sistema stellare più vicino al Sole, Proxima Centauri, appartiene alla classe delle stelle a brillamento con variazioni irregolari della luminosità, in conseguenza dell'attività magnetica. Il campo magnetico è generato dalla convezione all'interno del corpo stellare con un attivamento di brillamento che produce un'emissione di raggi X simile a quella prodotta dal Sole.

### Wolf 359
Un'altra stella a brillamento vicina a noi è Wolf 359, situata a 2,39±0,01 pc. Wolf 359, conosciuta anche come Gliese 406 e CN Leo, è una nana rossa di classe spettrale M6.5 che emette raggi X.
È del tipo UV Ceti, e possiede un tasso di brillamento relativamente alto. 
Il campo magnetico medio ha una forza di circa 0,2 tesla (2,0 kG), con significative variazioni nell'arco di sei ore. Per confronto il campo magnetico del Sole ha un valore medio di 100 μT, che può salire fino a 0,3 T nelle macchie solari.

### Stella di Barnard
Si ipotizza che anche la stella di Barnard, la seconda stella più vicina, possa essere una stella a brillamento.

### TVLM513-46546
Una stella a brillamento di massa molto piccola è TVLM513-46546, le cui dimensioni sono di poco superiori al limite delle nane rosse.